# 肖维岩洞
肖維岩洞（法語：Grotte Chauvet，或 Grotte Chauvet-Pont d'Arc, Ardèche、grotte ornée du Pont d'Arc、grotte Chauvet-Pont d'Arc，譯作肖维-蓬达尔克洞穴；英語：Chauvet Cave，或 Decorated Cave of Pont d'Arc、Chauvet-Pont-d'Arc Cave），或稱萧韦岩洞，是一個舊石器時代的裝飾洞穴，位於法國阿爾代什省瓦隆蓬達爾克境內。它於1994年被發現，最初被命名為 Combe d'Arc 裝飾洞穴（法語：grotte ornée de la Combe d'Arc，源自其所在地的名稱），但如今以其發現者之一 Jean-Marie Chauvet 的名字命名。
它是舊石器時代晚期的一組裝飾洞穴的一部分，這些洞穴散佈在阿爾代什省的峽谷中，包括 Chabot 洞穴、Figuier 洞穴、Deux-Ouvertures 洞穴、Aiguèze 洞穴和獅頭洞穴（法語：Grotte de la Tête du Lion）。
該遺址包含1000幅畫作，其中包括來自14個不同物種的447幅動物肖像。 使用碳14法的幾次直接測年、方解石地面上的鈾釷測年、牆壁上用火痕跡的熱釋光測年，或使用氯36測年進行的測年給出一致結果，顯示該洞穴經歷被佔據的兩個階段，一個是奧瑞納文化（距今37,000至33,500年，校準後），另一是Gravettien（距今31,000至28,000年，未校準）。第一階段的創作，是世界上最古老的畫作之一。創作技術多樣（雕刻、刮擦、木炭繪畫、用手指壓碎顏料以獲各種色調進行混合、混合技術的使用等）且嫻熟。
該洞穴自2014年6月起被列為聯合國教科文組織世界遺產。 基於保护岩畫的需要，該洞穴並未向公眾開放，因此往昔知名度不如法国另一有原始壁画的拉斯科岩洞。 有關當局在該岩洞附近仿建複製品，並向公眾開放。

## 壁畫藝術

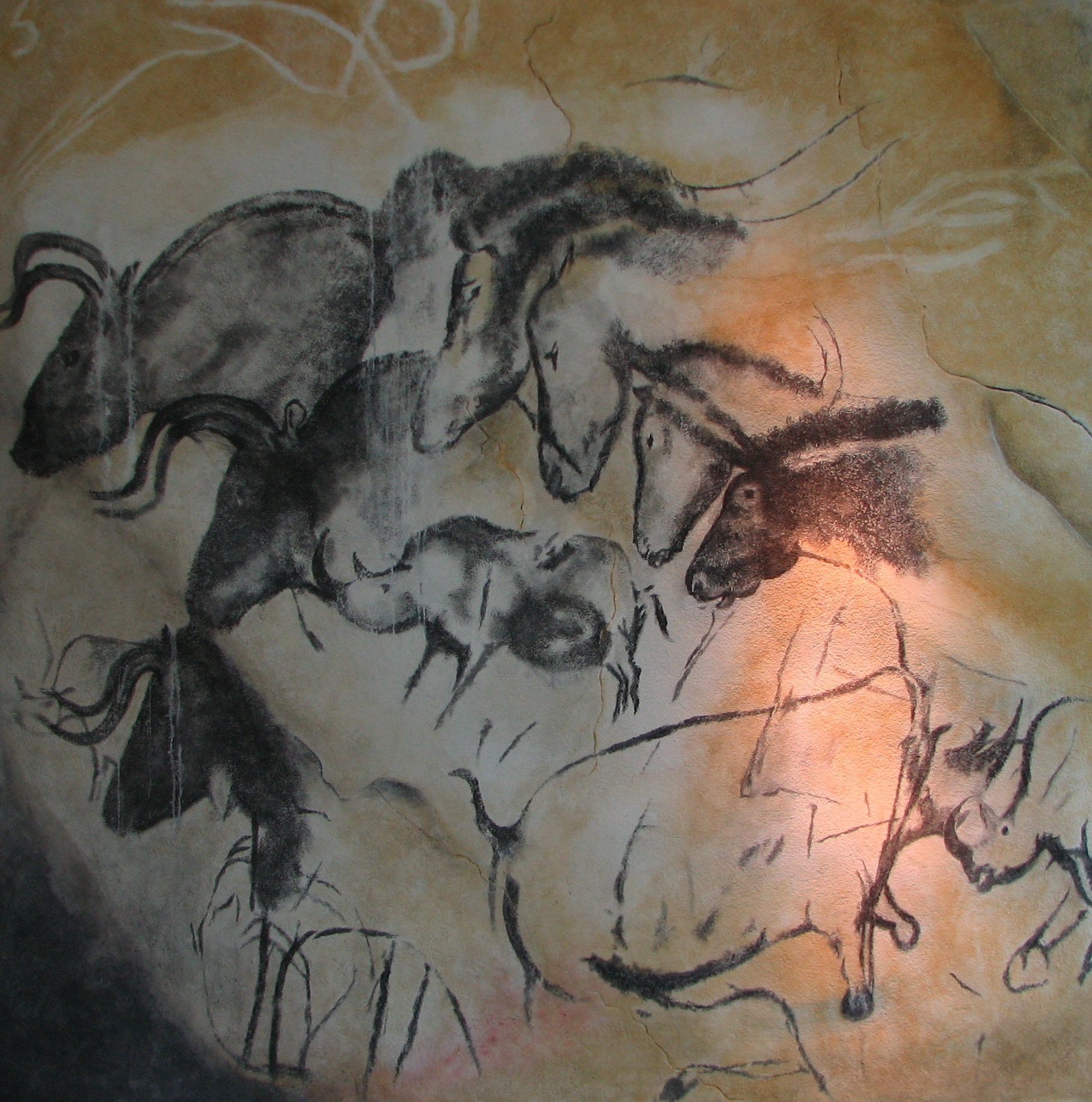
肖维岩洞内的绘画

洞内壁畫創作年代，可追溯至距今3萬2千年至3萬6千年前，應由舊石器時代人類所繪畫及雕刻，原料使用红赭石和木炭等黑色颜料。450幅保存完好的绘画主题包括至少14種動物，例如马、犀牛、狮子、水牛、猛犸象或是打猎归来的人类，另外也有一些掠食者如穴獅、豹、熊及洞鬣狗，更包括冰河時代罕見物種，甚至從未發現的物種。
壁畫展現史前人類優秀的繪畫技巧。其中有53幅「動態」圖畫，呈現動物在慢跑、快跑、搖頭晃腦、用頭碰尾巴等動作；尤其當燈光晃動時，動物圖像在岩壁上不停移動，形同最早的影像藝術、3D動畫技術。法國考古學家研究認為，這畫法用以表現史前人類的移動場景。聯合國教科文組織認定是世界上最早的形象畫，目前已知最古老、保存最完好的藝術表現形式，藝術及審美價值很高。
岩洞內近似黏土的地面保留了洞熊的掌印以及巨大圓形的印痕（可能為洞熊睡覺的地方）。洞內也發現了許多化石，包括洞熊及羱羊的頭顱骨。另外岩洞的地面上也保存了幼孩與狼（或是狗）一同行走的腳印，這代表家犬的起源可能可以追溯到末次冰期之前。

## 壁畫創作年代的研究

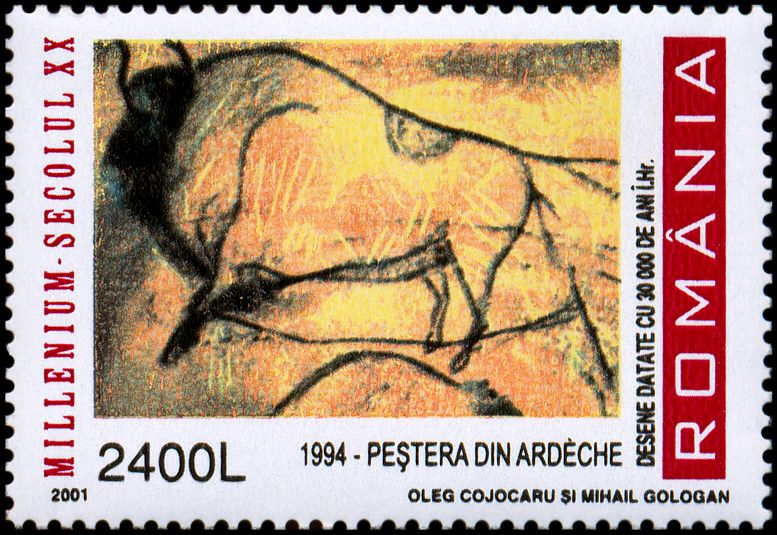
罗马尼亚邮票，图案为肖维岩洞内一幅西伯利亚野牛绘画

壁畫創作年代，验证了進化論对人类进化的结论。2012年5月，美国國家科学院院刊刊登了一項法國研究，以新的測定方式證實壁畫確實為3萬多年前的人類所繪，基本終結了学界對壁画年代的争论。此前，2001年時英国研究人员曾对岩洞內木炭、动物骨骸進行碳14檢測，推斷壁画可溯至三萬年前，是在智人离开非洲，到达欧亚大陆之后，与考古学界的主流意见相符。